# Afternoons in Utopia
Afternoons in Utopia — второй студийный альбом группы Alphaville выпущенный в 1986 году на лейбле Warner Music. Записывался в период с сентября 1985 по май 1986 и Alphaville привлекла не менее 27 специально приглашённых музыкантов и исполнителей для записи песен. Было продано 500 000 копий этого альбома.

## Об альбоме
Диск получил преимущественно положительные отзывы. Альбом вошёл в рейтинги «лучшая двадцатка» в пяти европейских странах, но в чартах США был на 174 месте, хотя предшествуещему ему альбому Forever Young повезло больше. Один из критиков объяснял это тем, что «к моменту выхода в 1986 году синтипоп уже не вызывал такой интерес» и скорей всего это стало причиной слабого рейтинга альбома у публики.
Композиции «Dance with Me» и «Sensations» были повторно изданы на сборнике Alphaville Amiga Collection.

## Список композиций
| №                   | Название               | Длительность |
| ------------------- | ---------------------- | ------------ |
| 1.                  | «IAO»                  | 0:42         |
| 2.                  | «Fantastic Dream»      | 3:56         |
| 3.                  | «Jerusalem»            | 4:09         |
| 4.                  | «Dance With Me»        | 3:59         |
| 5.                  | «Afternoons In Utopia» | 3:08         |
| 6.                  | «Sensations»           | 4:24         |
| 7.                  | «20th Century»         | 1:25         |
| 8.                  | «The Voyager»          | 4:37         |
| 9.                  | «Carol Masters»        | 4:32         |
| 10.                 | «Universal Daddy»      | 3:57         |
| 11.                 | «Lassie Come Home»     | 6:59         |
| 12.                 | «Red Rose»             | 4:05         |
| 13.                 | «Lady Bright»          | 0:43         |
| Общая длительность: | Общая длительность:    | 46:36        |

## Места в чартах
| Чарт (1986)              | Наилучшее место |
| ------------------------ | --------------- |
| Чарты альбомов Германии  | 13              |
| Чарты альбомов Италии    | 41              |
| Чарты альбомов Норвегии  | 8               |
| Чарты альбомов Швеции    | 7               |
| Чарты альбомов Швейцарии | 12              |
| Billboard 200 США        | 174             |